# Hetai
Hetai (kinesiska: 河台) är en köping i sydöstra Kina. Den ligger i stadsdistriktet Gaoyao i staden Zhaoqing i provinsen Guangdong,  omkring 100 kilometer väster om provinshuvudstaden Guangzhou. Antalet invånare är 33 660. Befolkningen består av 16 105 kvinnor och 17 555 män. Barn under 15 år utgör 21,0 %, vuxna 15-64 år 70 %, och äldre över 65 år 8,0 %.